# Haseong-myeon
Haseong-myeon (koreanska: 하성면) är en socken i kommunen Gimpo i provinsen Gyeonggi i Sydkorea, 35 km nordväst om huvudstaden Seoul. I öster och norr gränsar Haseong-myeon till Hanfloden som i norr även utgör gräns mot Nordkorea.